# Storia delle Fær Øer
La storia delle Fær Øer ha forti legami con la storia degli altri Paesi che si affacciano sull'Atlantico del Nord, come la storia della Danimarca, la storia della Norvegia e la storia dell'Islanda. I primi coloni delle Faroe erano monaci irlandesi e scozzesi e arrivarono nell'arcipelago nel VI secolo.

## Prima colonizzazione (VII secolo d.C.)

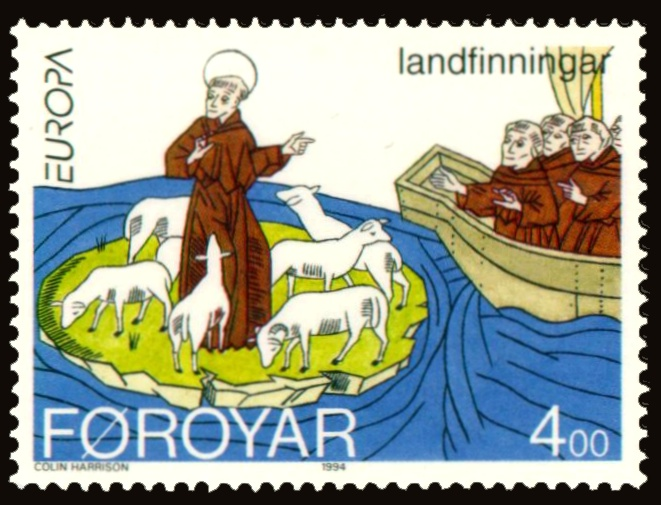
Francobollo faroese del 1994 raffigurante il viaggio di San Brandano, durante il quale scopre le isole

Le Fær Øer erano già note ai navigatori dell'area tra cui San Brandano di Clonfert: agli stessi monaci erano note come Isole delle Pecore o Paradiso degli Uccelli. La scelta delle isole come luogo per stabilirsi era molto probabilmente dovuta a una scelta di eremitismo, in modo non dissimile da quanto accadde con i papar in Islanda: il monaco e dotto irlandese Dicuil parla di eremiti stabilitisi in isole a due giorni di navigazione a nord della Scozia nel suo De Mensura Orbis Terrae.

## Seconda colonizzazione ed evangelizzazione (VII - X secolo d.C.)
I papar saranno costretti all'emigrazione (probabilmente verso l'Islanda) nel IX secolo a causa delle razzie vichinghe. Il primo dei vichinghi a mettere piede nell'arcipelago per ricolonizzarlo fu Grimur Kamban. Le origini di costui non sono molto chiare: Kamban è un nome di origine celtica (probabilmente derivato dal gaelico camàn, storto) il che porrebbe le sue radici nelle isole britanniche. Altre notizie in merito al primo secolo dei vichinghi nelle Faroe giungono dalla Saga delle Faroe, scritta da uno degli allievi di Snorri Sturluson. Da questo documento, seppur fazioso in alcune sue parti, arrivano notizie importanti sulla vita di alcuni importanti leader dei coloni come Tròndùr i Gota, Havgrimùr e Sigmundur Brestisson, quest'ultimo responsabile, intorno all'anno 1000, dell'introduzione del cristianesimo nelle isole.
La Saga delle Faroe narra anche della difficile accettazione del cristianesimo nell'arcipelago e dello scontro tra Trondur i Gota e Sigmundur Brestisson: le rispettive famiglie di questi due personaggi cardine nella storia delle Faroe degli inizi erano rappresentanti rispettivamente dei clan delle isole del Nord e delle isole del Sud. In Norvegia Sigmundur entra nelle grazie dapprima dello Jarl Håkon e poi di Olaf I Tryggvason, re di Norvegia dal 995 al 1000. Costui nel 999 invierà Sigmundur e il cugino Tòri di nuovo alle Faroe con la duplice missione di assoggettare le isole ed evangelizzarle. Brestisson riuscì in quest'ultimo intento, ma venne ucciso dai fedeli di Trondur quando questi si accorsero che il cristianesimo era un mezzo per prendere il controllo delle isole. Il completamento dell'evangelizzazione delle isole è avvenuto per opera di Bernardo il Sassone (inviato dall'episcopato di Bergen) tra il 1047 e il 1067. Dal 1138 la diocesi avrà sede a Kirkjubor, anno in cui si verificherà il distacco dalla diocesi norvegese di Bjørgvin.

## La creazione di un parlamento e il dominio norvegese (X - XV secolo d.C.)

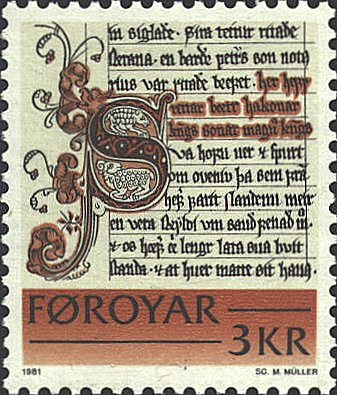
Francobollo faroese che raffigura una parte della "lettera delle pecore"

Sin dall'inizio del X secolo i coloni delle Faroe si dotarono di un parlamento detto Althing dove tutti gli uomini liberi si riunivano (generalmente su un promontorio vicino a Thorshavn che prese il nome dal fatto che lì vi si riunivano le sedute del parlamento, Tinganes) per decidere nuovi regolamenti, mediare sulle dispute e sulle controversie, mantenendo una certa autonomia nei confronti della madrepatria norvegese. L'Althing faroese è uno tra i più antichi esperimenti di democrazia diretta in Europa, persino più antico dell'Althing islandese, nato nel 930. Nel 1274, durante il regno di re Magnus VI "il riparatore di leggi", iniziò il processo attraverso il quale il parlamento verrà privato delle sue prerogative e l'Althing verrà sostituito dal Lagthing che avrà solo compiti di giudizio sulle controversie, mentre tutta l'amministrazione delle isole verrà delegata a un emissario di re Magnus. Lo stesso anno Magnus introdusse anche il monopolio commerciale norvegese, probabilmente con lo scopo di tenere le navi e i mercanti della Lega anseatica lontano da Thorshavn. L'unico risultato fu quello di rendere l'arcipelago estremamente dipendente dalle navi che due volte l'anno partivano da Bergen in quella direzione.
La mappa più antica nota che contiene le Fær Øer è la mappa di Hereford del 1280, dove sono indicate come "farei". Sebbene la maggior parte delle notizie di questo periodo siano contenute nella già menzionata Saga delle Faroe, il primo documento autoctono è la "lettera delle pecore" (in faroese Seyðabrævið), redatta dal duca Haakon Haakonarsson, futuro Re di Norvegia, su consiglio dell'allora vescovo in missione pastorale nelle isole, Erlendur delle Faroe. La lettera, nata come supplemento rispetto alle leggi già emanate da Magnus VI, è un'importante testimonianza che descrive la società faroese del tempo. Nel frattempo, accanto all'Althing erano nati dei "parlamenti" locali delle varie isole.
Nel secolo successivo, nonostante gli sforzi norvegesi fortemente mitigati dalla peste, la Lega anseatica andò assumendo un ruolo sempre più forte nell'arcipelago e questo portò diversi nuovi immigrati di origine tedesca nelle isole più popolate. La peste nera arriverà a bordo delle navi della Lega nel 1349 e provocherà la morte di un terzo della popolazione. La supremazia politica norvegese continuò fino al 1380, data di creazione dell'Unione di Kalmar: in quest'anno anche l'Althing diventò definitivamente un Lagthing, iniziando a occuparsi quindi solo ed esclusivamente di controversie giudiziarie. Nel 1379 le isole divennero parte dei possedimenti di Henry Sinclair I, signore delle Orcadi (un possedimento che comprendeva anche le Shetland) che venne scelto da Haakon VI come nuovo Jarl (conte) dell'arcipelago. Henry si trovò quindi a essere contemporaneamente vassallo sia del Re di Scozia sia del Re di Norvegia.

## Crisi dinastica danese e la diffusione della riforma protestante (XVI - XVII secolo d.C.)

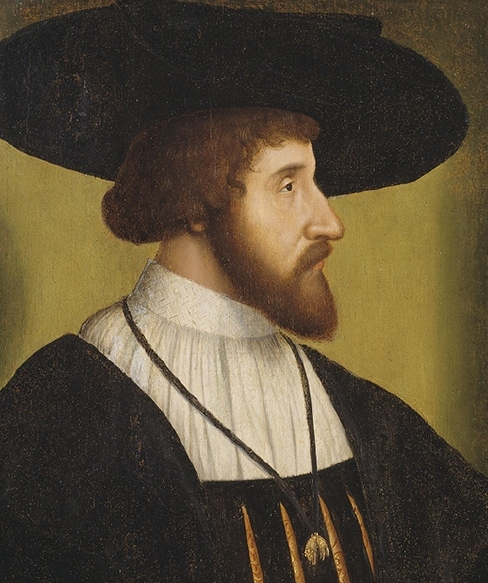
Ritratto di Cristiano II di Danimarca, re dell'Unione di Kalmar dal 1513 al 1521

Nel 1524 Cristiano II fuggì dal paese dopo la rivolta della Svezia e dello Jutland, fomentata dalla nobilità che vedeva come una minaccia il suo voler elevare a posizioni di responsabilità amministrativa e militare la gente comune. Nel tentativo di radunare un esercito che gli permettesse di riguadagnare il regno perduto, Cristiano II chiese un prestito alla corona d'Inghilterra: il pegno offerto in cambio furono le Fær Øer e l'Islanda. Il rifiuto di Enrico VIII "salvò" la lingua faroese, che in caso contrario avrebbe molto probabilmente seguito la stessa sorte del norn delle Orcadi, estinto a metà del XIX secolo.
Nel 1535 Cristiano III, di fede protestante, accettò la definitiva resa di Cristiano II che, sebbene fosse spalleggiato dagli alleati cattolici (tra cui il cognato Carlo V), non riuscì mai davvero a impensierire il nuovo re, che ebbe mano libera nella diffusione della fede protestante in tutto il regno, ivi comprese le Fær Øer dove la Riforma giunse nel 1538. La conversione completa dell'arcipelago avvenne in circa cinque anni e al termine la diocesi di Thorshavn, con sede a Kirkjubor, venne abolita e rimpiazzata da una scuola per la formazione del clero e dove il pastore di Thorshavn era l'unico insegnante.
Nella cura delle isole, Cristiano III non fu impegnato solo sotto il profilo religioso ma anche quello commerciale: nel 1553 un editto reale ripristinò il libero commercio nelle isole per quattro grandi mercanti danesi che tuttavia lamentarono fin da subito una certa difficoltà a mantenere i prezzi contenuti. Se i faroesi dell'epoca lamentavano la scarsità e la bassa qualità dei rifornimenti, tuttavia, anche le società commerciali licenziate avevano di che lamentarsi, dato che le restrizioni in fase d'acquisto avevano provocato la nascita di un mercato nero che trattava merci in arrivo dalle isole britanniche.
È in questo contesto che nasce la figura di uno dei maggiori eroi nazionali delle Faroe: Magnus Heinason fu uno dei navigatori che con maggior forza si opposero ai continui raid dei pirati sulle spiagge delle isole e nei confronti dei convogli che rifornivano l'arcipelago. Nato a Stremoy nel 1548, Magnus dedicò buona parte della sua vita in mare a combattere i pirati inglesi: ricevette lettere di corsa da Guglielmo il Taciturno e da Federico II di Danimarca. Fu lui a costruire fortezze contro i pirati sia in Norvegia sia sulle Fær Øer. Non agì solo contro i pirati ma anche contro quelle società che vendevano i prodotti di bassa qualità a prezzi esorbitanti: questo contribuì a fargli perdere i privilegi dati dalle lettere di corsa e gli costò una condanna da parte del tribunale di Copenaghen con l'accusa di pirateria in favore degli olandesi. I figli riuscirono a radunare le prove per scagionarlo, ma il condottiero era già stato giustiziato, con il governatore Christoffer Valkendorff che perse il titolo proprio a causa della fretta con cui Heinason fu inviato al patibolo.

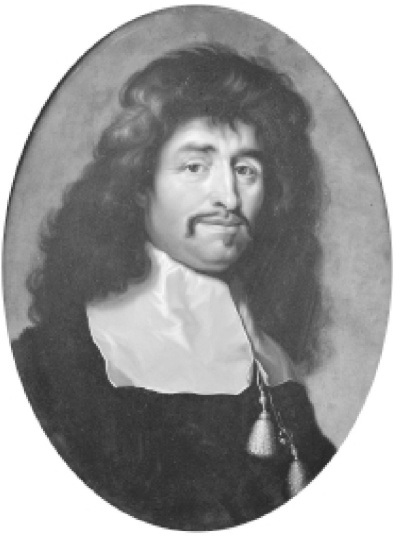
Christoffer Gabel, governatore delle isole dal 1659 al 1673

Nel 1600 la corona dano-norvegese si rese progressivamente conto che le Faroe andavano governate in maniera diversa, pertanto nel 1655 Federico III inviò uno degli uomini più fidati, Christoffer Gabel, a supervisionare le isole da cui riceveva un vitalizio annuale di 1000 rigsdaler. Il governatorato della famiglia Gabel (alla morte del padre nel 1673 gli succedette il figlio Frederick) si dimostrò un regime molto duro che peggiorò notevolmente i rapporti tra gli abitanti delle isole e la corona. Tra gli oppositori di Gabel emerse un leader, Lucas Jacobson Debel, cappellano della parrocchia di Thorshavn e preside della scuola latina. Questi portò a corte le prove della cattiva gestione della famiglia Gabel e contribuì ad affossare l'immagine del capofamiglia presso il re, che tolse tutte le prerogative e titoli nobiliari al funzionario tranne il vitalizio faroese.

## La rivoluzione economica e politica dell'arcipelago (1708 -1888)

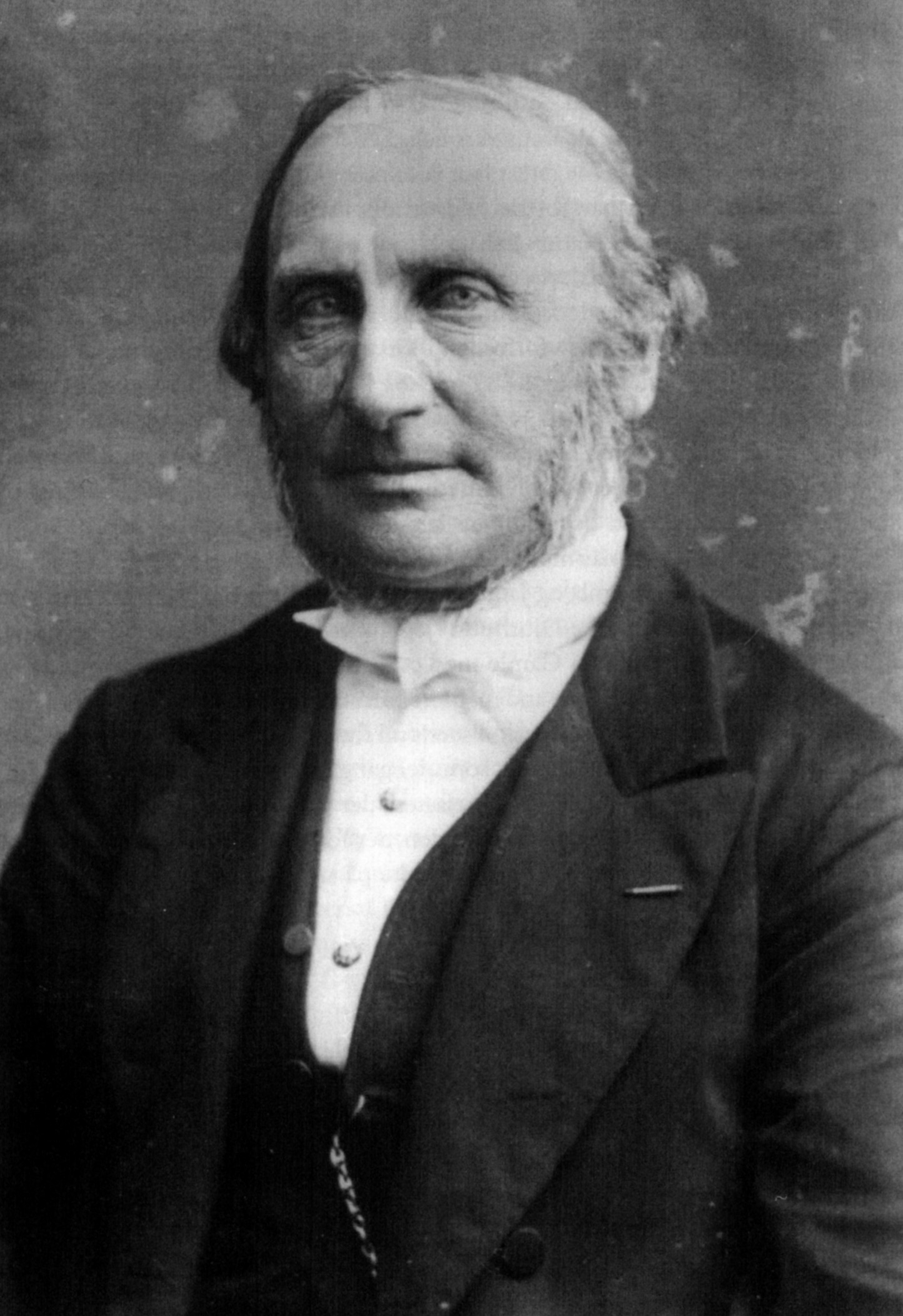
Venceslaus Ulricus Hammershaimb

L'astio dei faroesi nei confronti di Copenaghen raggiunse livelli molto alti e per questo motivo nel 1708 la libertà di commercio venne nuovamente revocata in favore di un monopolio statale. Negli anni ottanta del XVIII secolo l'armatore e imprenditore Niels Ryberg avviò sulle isole la produzione di aringhe salate e di stoccafisso, generando così un'altra fonte di commercio per le isole. Sebbene la maggior parte dei faroesi fosse memore del periodo del libero scambio e continuasse a preferire il monopolio, non tutti erano della stessa opinione: tra le voci contrarie sorse quella di Poul Poulsen Nolsøe, meglio noto con il nome d'arte che usava per firmare le sue poesie: Nólsoyar Páll. Poul assunse un ruolo cruciale durante la carestia legata alla guerra delle cannoniere. In questi anni il poeta e inventore costruì diverse barche per andare alla ricerca di grano e altre derrate alimentari per alleviare la morsa della carestia sulla popolazione. Morì durante uno di questi viaggi nel 1809 ed è considerato uno degli eroi nazionali delle Faroe.
Nel 1814 il trattato di Kiel sciolse l'unione delle corone di Norvegia e Danimarca legando la prima alla corona di Svezia. Le Faroe, l'Islanda e la Groenlandia rimasero parte della corona di Danimarca, che colse l'opportunità per razionalizzare ancora una volta l'assetto dei propri domini d'oltremare abolendo il Lagthing faroese. Come ulteriore misura restrittiva, stavolta sul piano culturale, la lingua faroese venne scoraggiata in tutto l'arcipelago mentre il danese diventerà la lingua amministrativa per eccellenza.
Nella seconda metà del diciannovesimo secolo le Fær Øer furono contagiate dalle idee romantiche di nazione e nazionalismo: questo contribuirà alla crescita di un movimento indipendentista che la corona danese cercherà di tenere a freno con una serie di concessioni tra cui il libero mercato sulle isole con possibilità di avviare attività proprie (1º gennaio 1856) e la possibilità di pescare nelle acque danesi dell'Atlantico settentrionale. A dimostrazione di quanto la questione indipendenza fosse importante per gli isolani nel 1888 si crearono i primi due partiti politici dell'arcipelago che avevano idee contrapposte: il Sambandsflokkurin era il partito unionista, mentre il Sjálvstýrisflokkurin puntava all'autonomia dalla corona. Entrambi i partiti esistono ancora oggi sebbene siano stati affiancati da fazioni con tradizioni diverse legate al nazionalismo più accentuato o alla socialdemocrazia tipica dei paesi scandinavi. Il 22 dicembre del 1888 avvenne anche l'incontro di Natale (in faroese Jólafundurin 1888), considerato l'inizio del movimento indipendentista faroese.

## Le Faroe nel XX secolo

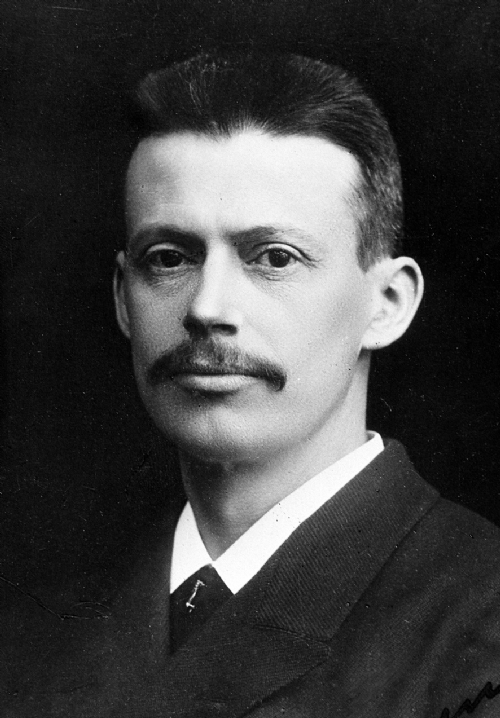
Niels Ryberg Finsen, l'unico premio nobel dell'arcipelago.

Le Faroe entrarono nel XX secolo con quasi il triplo degli abitanti rispetto al 1800 (da 5 200 a 15 200 abitanti) e l'inizio del secolo fu un periodo di trasformazioni per la società dell'arcipelago: nel 1903 Niels Ryberg Finsen vinse il premio Nobel per la medicina per i suoi studi sulla fototerapia, mentre nel 1907 viene adottato il fuso orario di Greenwich e viene introdotto il proibizionismo nei confronti delle bevande alcoliche. Nel corso del XX secolo vi furono una serie di restrizioni e allentamenti della rigidità di questo divieto, ma quando nel 1980 venne permessa la produzione ai due birrifici locali di una birra con il 4,7% di alcool da rivendere attraverso i monopoli di Stato (simili ai polet norvegesi).
Nel primo ventennio del Novecento proseguì la crescita economica e demografica delle isole: la flotta di pescherecci passò da 87 a 144 navi, mentre la popolazione crebbe oltre i 20 000 abitanti. Le vicende della prima guerra mondiale, essendo la Danimarca neutrale, sfiorarono soltanto l'arcipelago. Diverse navi sia commerciali sia da pesca vennero affondate nel corso della guerra sottomarina indiscriminata tedesca, ma nessun marinaio morì.

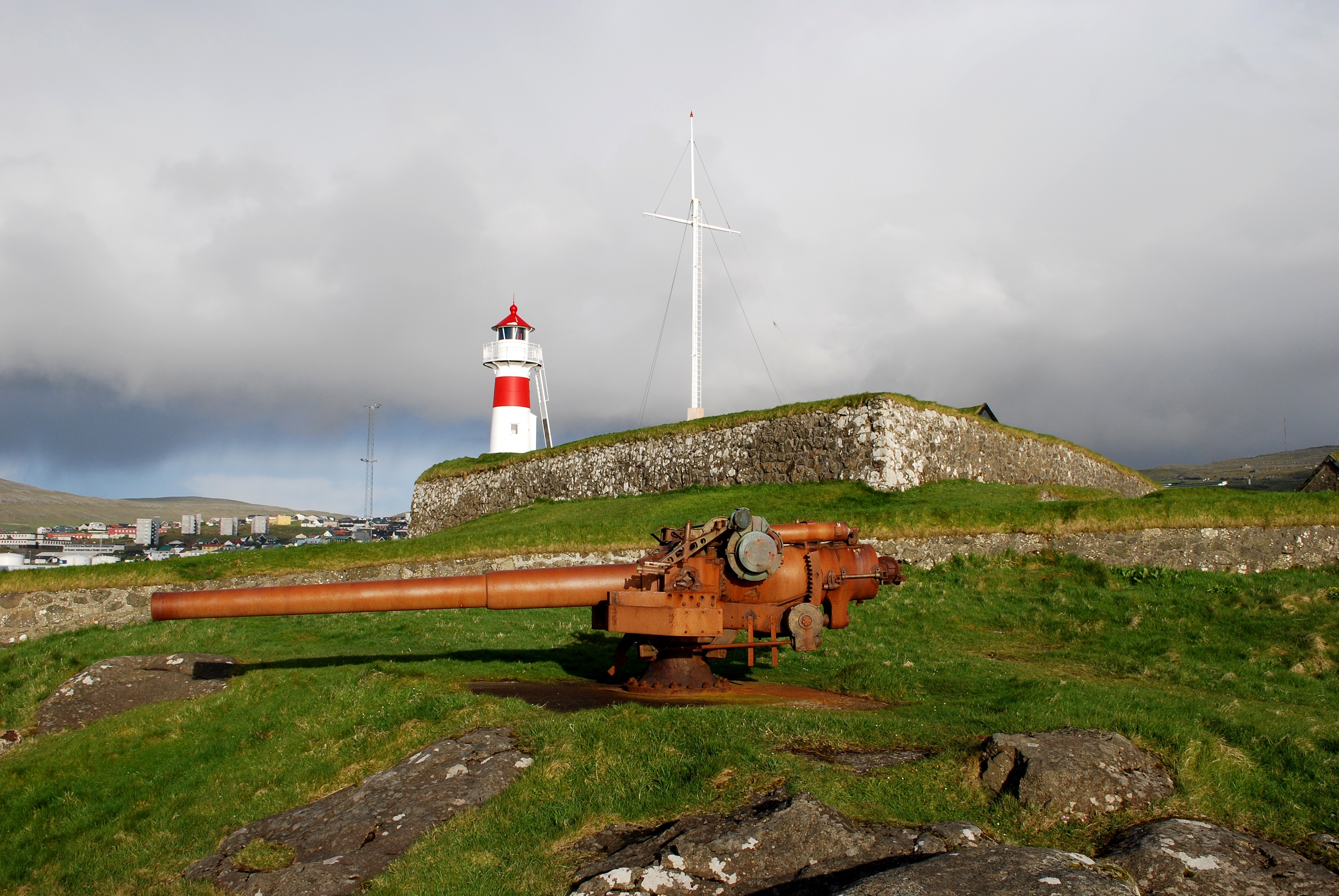
Cannone navale britannico della seconda guerra mondiale a Tórshavn

La seconda guerra mondiale, al contrario, coinvolse le Fær Øer da vicino dopo l'operazione Weserübung. La Danimarca capitolò dopo nove ore di conflitto il 9 aprile del 1940: tre giorni dopo due cacciatorpediniere inglesi approdarono a Thorshavn chiedendo agli isolani di accogliere le truppe inglesi che sarebbero rimaste lì per proteggere l'arcipelago: fu l'inizio dell'occupazione britannica delle Fær Øer che sarebbe durata fino al giugno 1945. Un nuovo governo provvisorio, presieduto dall'allora governatore della contea Carl Aage Hilbert assunse la carica un mese dopo la capitolazione della madrepatria e iniziò a riorganizzare ed espandere immediatamente la flotta di pescherecci: con il Regno Unito di fronte a un blocco continentale si generarono nuove opportunità commerciali. Al termine del conflitto le Fær Øer contarono 132 marinai morti, lo 0,4% della popolazione delle isole.
Al termine del conflitto apparve chiaro che i rapporti tra Danimarca e Faroe dovessero mutare, anche perché l'arcipelago aveva dimostrato di potersi autogovernare. Un referendum si tenne il 14 settembre del 1946: il risultato fu a favore dell'indipendenza, ma dal momento che 400 voti risultarono essere non validi, mancava la maggioranza assoluta dei votanti. Come compromesso, il governo danese e il governo faroese si accordarono per l'autonomia e l'autogoverno delle isole, ma sempre sotto la corona danese: questo significava che le Faroe avrebbero avuto i propri passaporti, francobolli, targhe d'immatricolazione, ma il potere giudiziale e la politica estera sarebbero rimaste a Copenaghen. L'esito del referendum venne accettato dalla Danimarca e ratificato dagli organi di governo. Nel 1948 arrivò anche l'approvazione del re Federico IX. Lo status delle Faroe divenne quello di nazione costitutiva del Regno di Danimarca.
L'autonomia comportò un'assunzione di responsabilità economiche da parte dell'amministrazione faroese: se prima della guerra la spesa per il welfare era 1/7 del bilancio totale, nel 1949 pesò per 1/3. Gran parte degli anni 1950 furono un periodo di assestamento sia a livello sociale sia economico: circa 1 000 persone rimasero senza lavoro in seguito al fallimento dei pescatori e degli armatori, con la conseguenza che molti furono costretti a emigrare (alcuni definitvamente) in Danimarca, Norvegia, Regno Unito o Islanda. Le cose migliorarono notevolmente alla fine degli anni 1950 e negli anni 1960, con la creazione di una società del benessere anche grazie all'ammodernamento della flotta di pescherecci (consentita dal Piano Marshall), non più legata alle vecchie golette ma ora composta di moderni pescherecci da traino che consentirono di poter pescare tutto l'anno, il che consentì di raddoppiare le esportazioni di pesce. La modifica delle abitudini di pesca causò qualche problema di sostenibilità ambientale: le aringhe vennero sovrasfruttate per diversi anni e nel 1970 il pescato di questo tipo calò per qualche anno.
Gli anni 1970 furono gli anni della grande industrializzazione: la creazione di posti di lavoro in terraferma consentì un forte aumento dell'occupazione femminile e l'aumento generale dei salari reali che tra il 1958 e il 1973 erano già raddoppiati. Un altro motivo era la mancanza di un settore terziario (dove tendenzialmente l'occupazione femminile trova più sfoghi) che nell'arcipelago era ancora molto poco sviluppato. A livello sociale, l'impatto del movimento sessantottino sulla società faroese riguardò principalmente l'equiparazione dei salari femminili e maschili che venne sancita in un accordo tra sindacati e governo solo nel 1981.
Nonostante un primo stop dovuto alla crisi petrolifera, l'economia faroese continuò a crescere anche agli inizi degli anni 1980. Questa crescita continua arrivò a un brusco stop nel 1989, quando una crisi economica dovuta a diversi fattori concorrenti tra cui il calo del prezzo del petrolio. Il PIL calò di un terzo, mentre il 10% della popolazione fu costretto a emigrare in Danimarca e in Norvegia.
Nel 1993 si scoprì che l'arcipelago, ancora lontano dall'uscita dalla crisi economica, era prossimo alla bancarotta: dopo scontri durissimi con Copenaghen il debito con il Ministero delle Finanze danese venne razionalizzato e venne lentamente ripagato nel giro di un decennio grazie all'aumento del pescato e alla riduzione della spesa pubblica. L'economia faroese ripartì solo negli anni 2000, con nuovi investimenti pubblici e privati. Tra i primi l'ampliamento dell'aeroporto di Vagùr, tra i secondi l'ingresso nelle isole di nuove industrie conserviere che aiutarono ad aumentare l'occupazione nelle isole.